# Dr.-Erich-Salomon-Preis
Der Dr. Erich Salomon-Preis ist eine Auszeichnung für herausragende Leistungen im Bildjournalismus, die seit 1971 von der Deutschen Gesellschaft für Photographie vergeben wird. Benannt ist er nach dem Fotografen Erich Salomon, der im Konzentrationslager Auschwitz ermordet wurde. Die ersten zwölf Jahre wurde er nur an Druckmedien, Fernsehproduktionen und Organisationen verliehen. Seit 1983 können ihn auch einzelne Personen erhalten.
Der Preis besteht aus einer Urkunde sowie einer Leica-Kamera aus aktueller Produktion mit Namensgravur.

## Preisträger
Institutionelle Preisträger 1971–1982:
- 1971: Stern, Hamburg
- 1972: Kulturelle Monatszeitschrift du, Zürich
- 1973: Avenue, Amsterdam
- 1974: EPOCA, Mailand
- 1975: ZDF-Reihe Personenbeschreibung von Georg Stefan Troller
- 1976: Zeit Magazin-Beilage, Hamburg
- 1977: Bild der Wissenschaft, Stuttgart
- 1978: National Geographic Magazin-Beilage, Washington
- 1979: Der 7. Sinn, WDR Fernsehen, Köln
- 1980: GEO, Hamburg
- 1981: Bilderdienst der dpa, Hamburg
- 1982: World Press Photo, Amsterdam

Preisträger seit 1983:
- 1983: Lotte Jacobi, Deering, N.H., USA und Tim N. Gidal, Jerusalem
- 1984: Frankfurter Allgemeine Magazin-Beilage, Frankfurt/Main
- 1985: Robert Frank, New York
- 1986: Peter Magubane, New York/Johannesburg
- 1987: Josef Heinrich Darchinger, Bonn
- 1988: Sebastião Salgado, Paris
- 1989: Barbara Klemm, Frankfurt/Main
- 1990: Cristina García Rodero, Madrid
- 1991: Robert Lebeck, Hamburg
- 1992/1993: Don McCullin, Batcombe/Somerset, GB
- 1994: Mary Ellen Mark, New York
- 1995: Gilles Peress, New York
- 1996: Regina Schmeken, München
- 1997: Peter Hunter, Den Haag
- 1998: René Burri, Paris
- 1999: Éva Besnyő, Amsterdam
- 2000: Arno Fischer
- 2001: Herlinde Koelbl
- 2002: Reporters sans frontières
- 2003: John G. Morris
- 2004: Will McBride
- 2005: Horst Faas
- 2006: Martin Parr
- 2007: Letizia Battaglia[1]
- 2008: Anders Petersen[2]
- 2009: Sylvia Plachy[3]
- 2010: Michael von Graffenried
- 2011: Heidi und Hans-Jürgen Koch
- 2012: Peter Bialobrzeski
- 2013: Paolo Pellegrin
- 2014: Gerd Ludwig
- 2015: Josef Koudelka
- 2016: Rolf Nobel
- 2017: Antanas Sutkus
- 2019: Stephanie Sinclair
- 2020: Chris Killip
- 2021: Hans-Jürgen Burkard
- 2022: Susan Meiselas
- 2023: Rafał Milach
- 2024: Andrea Diefenbach
- 2025: Kathy Ryan